# Тејт галерије
Тејт галерије (енгл. Tate Gallery), данас познате под називом Тејт, су низ од четири јавне галерије у Уједињеном Краљевству. То су Тејт Британија, Тејт Ливерпул, Тејт св. Ивс и Тејт Модерн. Галерије су јавне и финансирају се из државног буџета.
Иницијална галерија је носила назив Национална галерија британске уметности. Настала је у великој мери из потребе за смештањем велике количине слика које је Вилијам Тарнер оставио иза себе после смрти. Простор првобитне галерије није био адекватан за такву количину слика (око 2000). Хенри Тејт, имућни магнат тог времена, је понудио да обезбеди зграду за нову галерију, која би садржала и његову позамашну колекцију тадашње британске модерне уметности, уколико држава пристане да финансира одржавање. Нова зграда је изграђена на месту старе која је некада била један затвор у Лондону. Галерија је отворена од 1897. и има позамашну колекцију викторијанске уметности. Колекција је 1915. године донацијама знатно проширена остварењима других европских уметника.
Најновија у низу галерија је Тејт Модерн отворена 2000. у Лондону у здању некадашње електране. Зграда је веома маркантна. Тејт Модерн је једна од најпосећенијих светских галерија – 2000. године посетило је 5,25 милиона људи. Као што јој назив говори, она је дом колекцијама данашње модерне уметности.
Тејт галеријама управља борд повереника који бирају директора на период од 7 година. Галерије, поред повремених донација, финансира у потпуности држава што је у прошлости било веома контроверзно и често су била постављана питања оправданости таквог трошења.
- Тејт Британија
- Тејт Модерн
- Тејт Ливерпул
- Тејт св. Ивс